# Лискинский регион Юго-Восточной железной дороги
Лискинский регион Юго-Восточной железной дороги — один из трёх регионов Юго-Восточной железной дороги. Пути и инфраструктура находятся на территориях Воронежской, Липецкой областей, частично на территорях Тамбовской, Курской, Ростовской, Волгоградской областей России и Луганской области Украины. Регион обслуживает 105 станций.

## История
Регион был создан в рамках административно-территориальной реформы, проведённой Российскими железными дорогами в 2010 году: с 1 июля 2010 вся железнодорожная сеть России перешла на так называемую безотделенческую структуру. 
В ходе проведения реформы упразднены существовавшие до июля 2010 года отделения ЮВЖД: Лискинское, Белгородское, Мичуринское, Елецкое, Ртищевское. В границах ЮВЖД создано и определено 3 региона: Лискинский, Белгородский и Мичуринский.

## Территория
Граничит:
- с Мичуринский регионом ЮВЖД:
  - по посту 391 Км (включая его) — на линии Лиски — Поворино — Кардаил — Балашов,
  - по разъезду. 686 км (исключая его) — на линии Поворино — Грязи;
  - по станции Усмань (исключая её) — на линии Воронеж — Грязи — Мичуринск;

- с Белгородским регионом ЮВЖД:
  - по станции Касторная-Новая (исключая её) — на перегонах Касторная-Новая — Рзд. 156 км и Касторная-Новая — Пост 153 км
  - по станции Засимовка (включая её) — на линии Лиски — Валуйки;

- с Московской ЖД:
  - по станции Касторная-Курская (включая её) — на линии Воронеж I — Касторная-Курская — Курск с Орловско-Курским регионом МЖД,

- с Приволжской ЖД:
  - по станции Дуплятка (включая её) — на линии Волгоград I — Дуплятка — Поворино с Волгоградским регионом ПривЖД,

- с Северо-Кавказской ЖД:
  - по станции Сохрановка (исключая её) на линии Журавка — Миллерово (участок в обход территории Украины)

Территория Лискинского региона включает следующие линии:
- Лиски — Поворино — Балашов (частично)
- Лиски — Валуйки (частично)
- Иловля I — Поворино — Грязи-Воронежские (частично)
- Лиски — Отрожка
- Отрожка — Грязи-Воронежские (частично)
- Отрожка — Воронеж I — Касторная-Курская (с подъездами к станции Касторная-Новая)
- Лиски — Лихая (с веткой Россошь — Ольховатка) (частично)
- Таловая — Бутурлиновка — Калач
- Бутурлиновка — Павловск-Воронежский

## Инфраструктура

### Локомотивные и моторвагонные депо
| Номер    | Название | Статус       | Станция         | Нас. пункт |
| -------- | -------- | ------------ | --------------- | ---------- |
| ТЧЭ-3    | Россошь  | Работает     | Россошь         | Россошь    |
| ТЧЭ-4    | Лиски    | Работает     | Лиски           | Лиски      |
| ТЧПриг-5 | Отрожка  | Работает     | Отрожка         | Воронеж    |
| ТЧЭ-6    | Воронеж  | Работает     | Воронеж-Курский | Воронеж    |
| ТЧР-8    | Таловая  | Филиал ТЧЭ-4 | Таловая         | Таловая    |
| ТЧР-9    | Поворино | Работает     | Поворино        | Поворино   |

### Дистанции пути
- Лискинская дистанция пути (ПЧ-4)
- Поворинская дистанция пути (ПЧ-12)
- Таловская дистанция пути (ПЧ-10)
- Россошанская дистанция пути (ПЧ-5)
- Острогожская дистанция пути (ПЧ-9)-расформирована в 2004 году, вошла в состав ПЧ-4
- Воронежская дистанция пути (ПЧ-3)

### Дистанции сигнализации, централизации, блокировки и связи
- Лискинская дистанция СЦБ (ШЧ-3)
- Воронежская дистанция СЦБ (ШЧ-4)

### Дистанции электрификации и энергоснабжения
- Воронежская дистанция электрификации и электроснабжения (ЭЧ-4)
- Лискинская дистанция электрификации и электроснабжения (ЭЧ-3)
- Россошанская дистанция электрификации и электроснабжения (ЭЧ-2)

### Вагонные и вагоноремонтные депо
Пассажирское вагонное депо Воронеж (ЛВЧД-8)

### Дистанции гражданских сооружений
- Лискинская дистанция гражданских сооружений
- Воронежская дистанция гражданских сооружений

### Управление
Управление региона располагается по адресу: 397901, Россия, Воронежская область, г. Лиски, ул. Коммунистическая, д. 28

## Статьи и публикации
- Анна Булаева. ЮВЖД станет единой и неделимой. На Юго-Восточной железной дороге с 1 июля будут упразднены отделения. // Гудок : газета. — 2010. — 21 июня.